# Komödientheater (Bukarest)
Teatrul de Comedie (deutsch Komödientheater) ist ein Theater in Lipscani im historischen Stadtkern von Bukarest, Rumänien.

## Geschichte
Das Theater wurde am 5. Januar 1961 von Radu Beligan eröffnet, der es acht Jahre lang bis 1969 leitete. 
Mit dem Stück Ein Sommernachtstraum von William Shakespeare ging das Theater in den Jahren 1991–1992 auf Tournee und besuchte dabei mehrere Städte in Großbritannien, Kolumbien, Venezuela und Kanada. 2002 wurde hier das rumänische Comedy-Festival FestCO eröffnet, das international zum fünften Mal stattfand. 2006 war das Theater Spielort des Wettbewerbs der rumänischen Komödie und der Gala der rumänischen Komödie.

## Direktoren
- Radu Beligan (1961–1969)
- Lucian Giurchescu (1969–1979)
- Silviu Stănculescu (1981–1990)
- Lucian Giurchescu (1990–1994)
- Vladimir Găitan (1994–1996)
- Dan Vasiliu (1996–2002)
- George Mihăiță (2002–heute)